# Evropské skautské jamboree

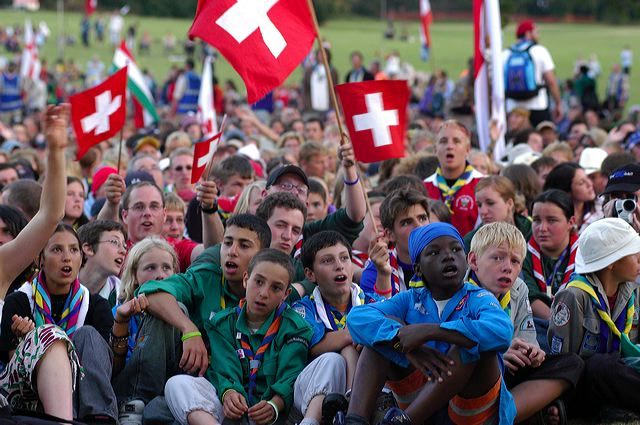
Závěrečný ceremoniál Eurojam 2005

Evropské skautské jamboree (někdy také zkráceně Eurojam) je mezinárodní skautská akce, kterou v nepravidelných intervalech organizuje Evropský skautský region WOSM.

## Historie Evropských skautských jamboree
Doposud se uskutečnila dvě evropská skautská jamboree - vždy jako generálka na světové skautské jamboree, kterou si daná země vyzkoušela vše potřebné. Akce se účastnilo vždy zhruba 10 000 účastníků z celé Evropy.

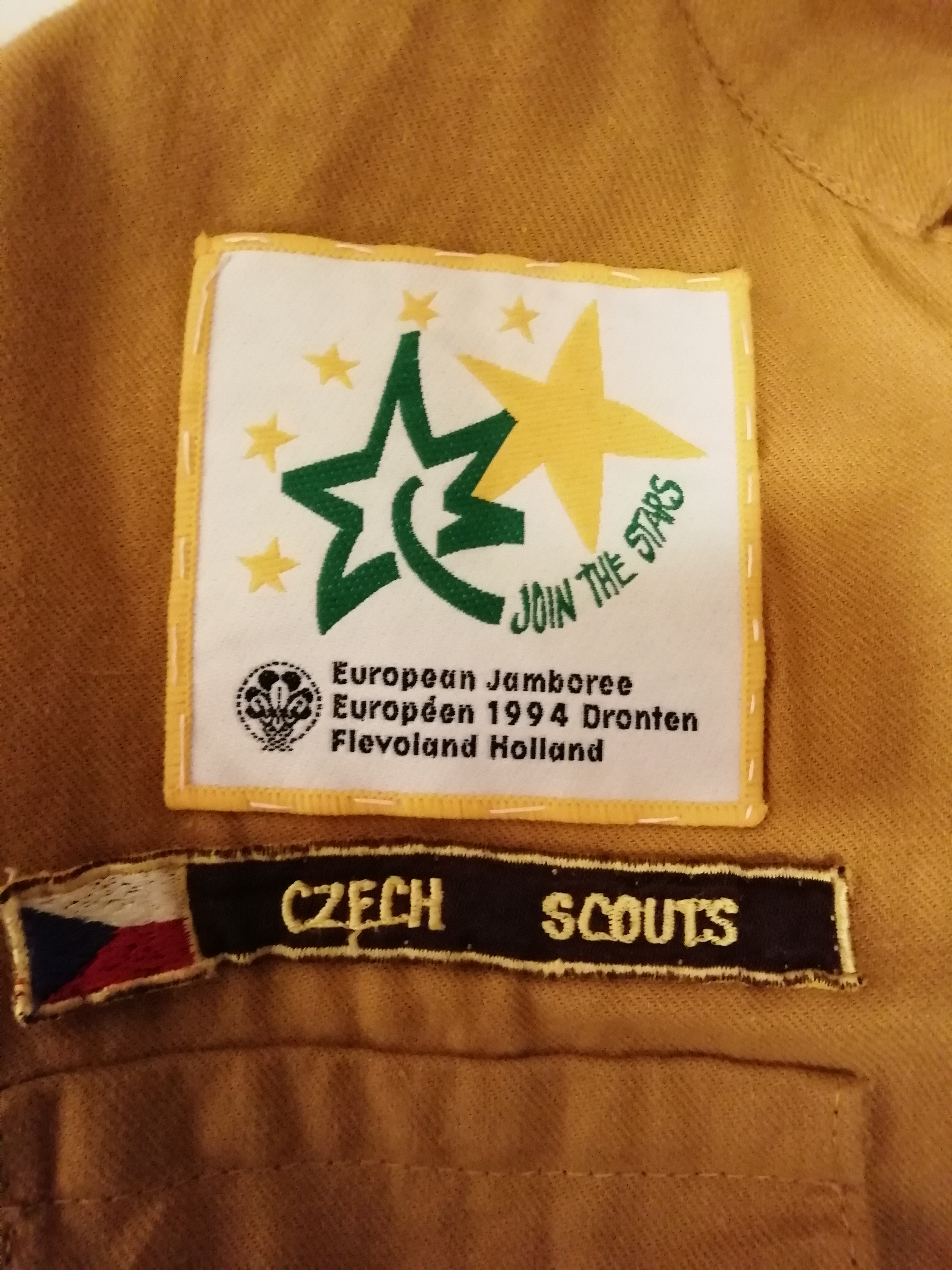
Nášivka na kroji českých skautů

Evropské skautské jamboree 2005 (Eurojam 2005) se konalo v létě 2005 v Hylands Park v Essexu poblíž Gilwell Parku a zúčastnilo se ho 10 000 skautů z 67 zemí. Eurojam umožnil organizačnímu týmu 21. světového skautského jamboree 2007 vyzkoušet celou řadu aspektů a to jak v oblasti dopravy, logistiky i infrastruktuře.
Evropské skautské jamboree se mělo uskutečnit v roce 2020 v Polsku. Tamní skauti chtěli získat pořadatelství 25. světového skautského jamboree 2023, pořadatelství však získala nakonec Jižní Korea. Polsko bylo evropskými skautskými organizacemi na světové skautské konferenci v Ázerbájdžánu požádáno, aby uspořádalo alespoň evropské skautské jamboree. Polská skautská organizace přání vyhověla. Původně naplánovaný termín v roce 2020 překazila celosvětová pandemie koronaviru, organizátoři se rozhodli akci posunout na rok 2021. Kvůli nejistému vývoji pandemie se polští organizátoři v listopadu 2020 rozhodli, že akci nakonec zruší úplně. Akce se měla uskutečnit v Gdańsku na severu země.

## Seznam Evropských skautských jamboree

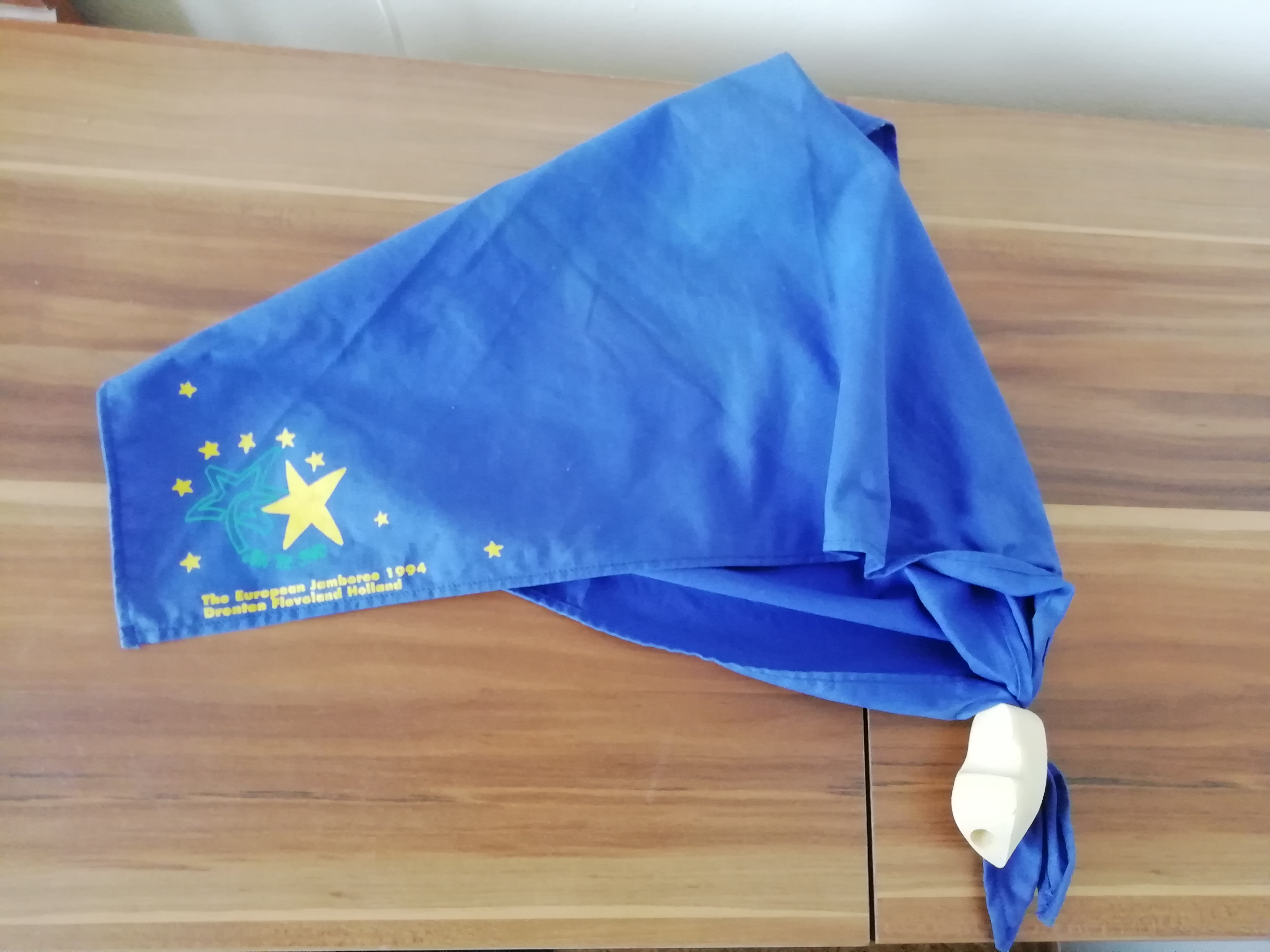
Šátek účastníků

| Rok  | Název akce                 | Země           | Místo                           | Datum                | Motto          |
| ---- | -------------------------- | -------------- | ------------------------------- | -------------------- | -------------- |
| 1994 | European Jamboree 1994     | Nizozemsko     | Dronten, Oostelijk Flevoland    | 1.–11. 8. 1994       | Join The Stars |
| 2005 | Eurojam 2005               | Velká Británie | Hylands Park, Chelmsford, Essex | 29. 7. – 10. 8. 2005 | ---            |
| 2020 | European Jamboree 2020(+1) | Polsko         | Gdaňsk, Sobieszewo Island       | 27. 7. – 6. 8. 2020  | ACT            |
| 2021 | European Jamboree 2020(+1) | Polsko         | Gdaňsk, Sobieszewo Island       | 2.–13. 8. 2021       | ACT            |

## Eurojam
Alternativní skautské organizace Confédération Européenne de Scoutisme (CES) a Union Internationale des Guides et Scouts d'Europe (UIGSE) pořádají pod názvem EuroJam svá pravidelné setkání.

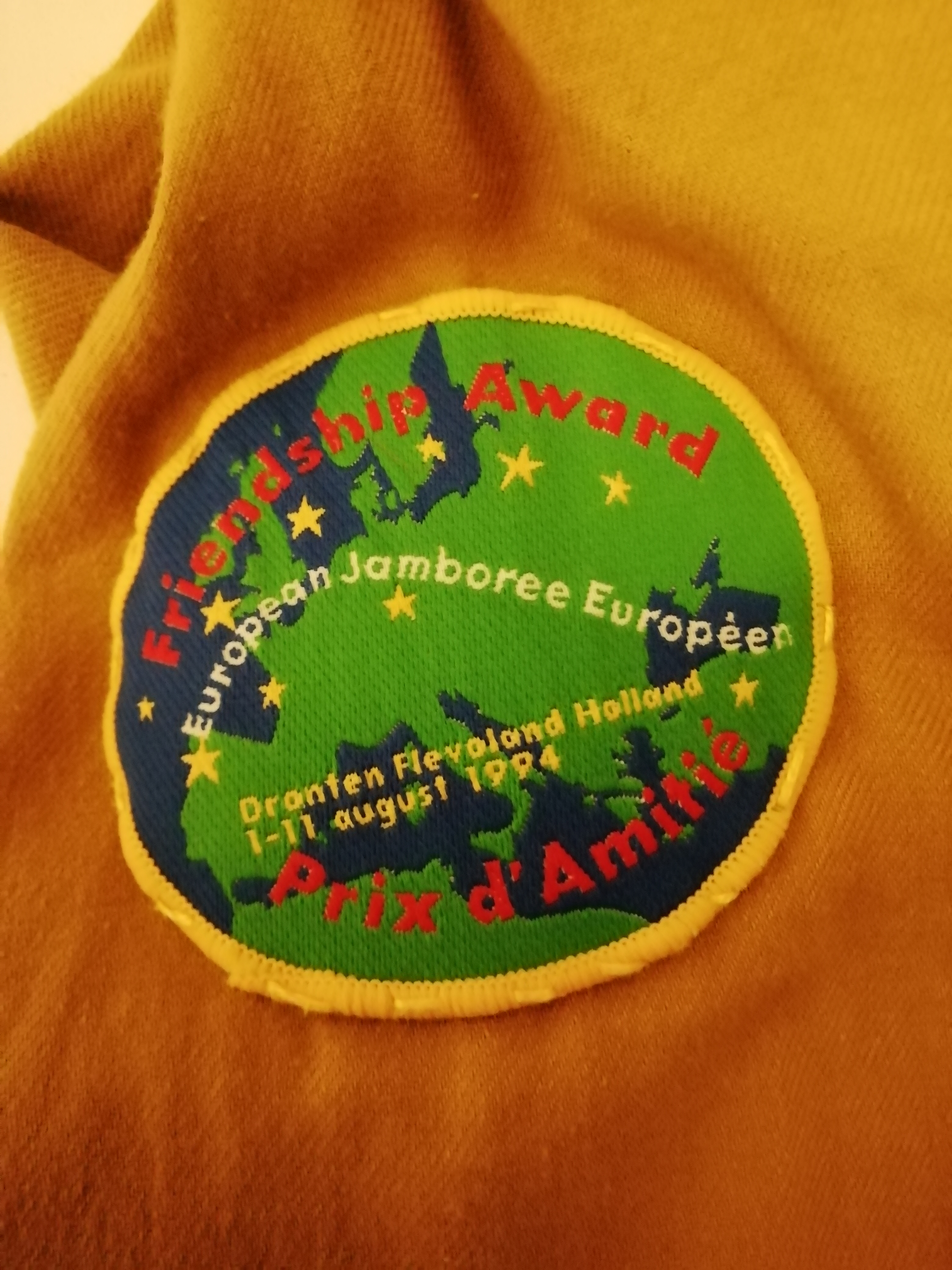
Nášivka účastníků